# Szlak Architektury Drewnianej (województwo podkarpackie)
Szlak Architektury Drewnianej w województwie podkarpackim, o łącznej długości 1202 km, podzielony jest na 9 tras.
Na opisywanej tu, podkarpackiej część szlaku, najczęściej spotykanymi obiektami są drewniane cerkwie. Nie brak jednak cennych, zabytkowych kościołów, zabudowy wiejskiej, dworków oraz obiektów zabytkowej techniki.

## Trasy i obiekty zabytkowe

### Trasa nr I (krośnieńsko-brzozowska) – 134 km
| Miejscowość        | Zdjęcie | Nazwa obiektu                                                                | Adres i lokalizacja | Czas powstania | Uwagi |
| ------------------ | ------- | ---------------------------------------------------------------------------- | ------------------- | -------------- | --- |
| Krosno             |         | Kościół filialny pw. św. Wojciecha                                           |                     | połowa XV w.   | |
| Bonarówka          |         | Cerkiew Opieki Matki Boskiej                                                 |                     | XVII w.        | |
| Lutcza             |         | Kościół pw. Wniebowzięcia NMP                                                |                     | II poł. XV w.  | |
| Golcowa            |         | Kościół parafialny pw. św. Barbary i Narodzenia NMP                          |                     | XV w.          | |
| Domaradz           |         | Kościół pw. św. Mikołaja                                                     |                     | XV w.          | |
| Jasienica Rosielna |         | Kościół parafialny pw. Niepokalanego Poczęcia NMP                            |                     | 1770 r.        | |
| Blizne             |         | Kościół parafialny pw. Wszystkich Świętych                                   |                     | poł. XV w.     | Obiekt wpisany na listę światowego dziedzictwa UNESCO.                                                     |
| Humniska           |         | Kościół parafialny pw. św. Stanisława Biskupa                                |                     | poł. XV w.     | |
| Jabłonka           |         | Kościół parafialny pw. Matki Boskiej Częstochowskiej                         |                     | 1936 r.        | |
| Dydnia             |         | dawna plebania                                                               |                     | 1917 r.        | |
| Jaćmierz           |         | Kościół parafialny pw. Wniebowzięcia Najświętszej Marii Panny                |                     | poł. XVII w.   | |
| Trześniów          |         | Zespół dworski w parku krajobrazowym                                         |                     | I poł. XIX w.  | |
| Haczów             |         | Dawny kościół parafialny pw. Wniebowzięcia NMP i św. Michała Archanioła      |                     | I poł. XV w.   | Najstarszy i największy kościół drewniany w Polsce. Obiekt wpisany na listę światowego dziedzictwa UNESCO. |
| Targowiska         |         | Kościół parafialny pw. św. Małgorzaty                                        |                     | 1736 r.        | |
| Rymanów-Zdrój      |         | zespół zabudowy zdrojowej                                                    |                     |                | |
| Królik Polski      |         | Kościół parafialny pw. Narodzenia NMP i św. Wacława                          |                     | 1754 r.        | |
| Bałucianka         |         | Cerkiew greckokatolicka pw. Zaśnięcia Przeświętej Bogarodzicy                |                     | XVII w.        | |
| Klimkówka          |         | Kościół parafialny pw. św. Michała Archanioła                                |                     | 1854 r.        | |
| Klimkówka          |         | Kościół filialny pw. Znalezienia Krzyża Świętego i Pana Jezusa Ukrzyżowanego |                     | 1868 r.        | |
| Iwonicz-Zdrój      |         | Dawny kościół parafialny pw. św. Iwona i Matki Boskiej Uzdrowienia Chorych   |                     | 1895 r.        | |
| Iwonicz            |         | Kościół parafialny pw. Wszystkich Świętych                                   |                     | II poł. XV w.  | |
| Rogi               |         | Kościół parafialny pw. św. Bartłomieja                                       |                     | 1600 r.        | |
| Wietrzno           |         | Kościół parafialny pw. św. Michała Archanioła                                |                     | 1752 r.        | |
| Wrocanka           |         | Kościół pw. Wszystkich Świętych                                              |                     | 1770 r.        | |
| Krosno             |         |                                                                              |                     |                | |

### Trasa nr II (sanocko-dynowska) – 80 km
| Miejscowość  | Zdjęcie | Nazwa obiektu                                                                  | Adres i lokalizacja | Czas powstania | Uwagi |
| ------------ | ------- | ------------------------------------------------------------------------------ | ------------------- | -------------- | --- |
| Sanok        |         | Muzeum Budownictwa Ludowego - kościół św. Mikołaja z Bączala Dolnego           |                     |                | Największy skansen w Polsce, a w nim kościół z Bączala Dolnego będący jednym z najcenniejszych kościołów drewnianych oraz cerkwie: łemkowskie i bojkowskie. |
| Hołuczków    |         | Cerkiew parafialna greckokatolicka pw. św. Paraskiewy                          |                     | I poł. XIX w.  | |
| Siemuszowa   |         | Cerkiew filialna greckokatolicka pw. Przemienienia Pańskiego                   |                     | 1841 r.        | |
| Tyrawa Solna |         | Cerkiew parafialna greckokatolicka pw. św. Jana Chrzciciela                    |                     | 1837 r.        | |
| Mrzygłód     |         | Zachowany układ miasteczka z drewnianą architekturą wokół rynku                |                     |                | |
| Hłomcza      |         | Cerkiew greckokatolicka pw. Soboru Bogarodzicy                                 |                     | 1859 r.        | |
| Łodzina      |         | Cerkiew greckokatolicka pw. Narodzenia Bogarodzicy                             |                     | 1743 r.        | |
| Dobra        |         | Zespół cerkiewny: dwie cerkwie, dzwonnica, plebania, ogrodzenie                |                     |                | |
| Ulucz        |         | Cerkiew greckokatolicka pw. Wniebowstąpienia Pańskiego (pierwotnie klasztorna) |                     | pocz. XVI w.   | Filia Muzeum Budownictwa Ludowego w Sanoku |
| Jurowce      |         | Cerkiew parafialna greckokatolicka pw. św. Jerzego                             |                     | 1873 r.        | |
| Czerteż      |         | Cerkiew parafialna greckokatolicka pw. Przemienienia Pańskiego                 |                     | 1742 r.        | |
| Sanok        |         |                                                                                |                     |                | |

#### Trasa II a. Dynów – Bircza
| Miejscowość | Zdjęcie | Nazwa obiektu                                          | Adres i lokalizacja | Czas powstania | Uwagi                  |
| ----------- | ------- | ------------------------------------------------------ | ------------------- | -------------- | ---------------------- |
| Krzemienna  |         |                                                        |                     |                |                        |
| Obarzym     |         | Cerkiew greckokatolicka pw. Wniebowstąpienia Pańskiego |                     | 1828 r.        |                        |
| Dynów       |         |                                                        |                     |                |                        |
| Piątkowa    |         | Cerkiew greckokatolicka pw. świętego Dymitra           |                     | XVI w.         |                        |
| Brzeżawa    |         | Cerkiew greckokatolicka pw. Archanioła Michała         |                     | 1843 r.        |                        |
| Kuźmina     |         |                                                        |                     |                | połączenie z trasą III |

### Trasa nr III (ustrzycko-leska) – 118 km
| Miejscowość     | Zdjęcie | Nazwa obiektu                                              | Adres i lokalizacja | Czas powstania | Uwagi |
| --------------- | ------- | ---------------------------------------------------------- | ------------------- | -------------- | ----- |
| Ustrzyki Dolne  |         |                                                            |                     |                |       |
| Łodyna          |         | Cerkiew greckokatolicka pw. Michała Archanioła             |                     | 1862 r.        |       |
| Liskowate       |         | Cerkiew parafialna greckokatolicka pw. Narodzenia NP Marii |                     | 1832 r.        |       |
| Wojtkowa        |         | Cerkiew greckokatolicka pw. Narodzenia Bogarodzicy         |                     | 1910 r.        |       |
| Roztoka         |         | Cerkiew greckokatolicka pw. Pokrow Przeświętej Bogarodzicy |                     | 1936 r.        |       |
| Kuźmina         |         | Cerkiew greckokatolicka pw. św. Dymitra                    |                     | 1814 r.        |       |
| Średnia Wieś    |         | Kościół parafialny pw. Wniebowzięcia NMP                   |                     | 2. poł. XVI w. |       |
| Stefkowa        |         | Cerkiew greckokatolicka pw. św. Paraskewy                  |                     | 1840 r.        |       |
| Równia          |         | Cerkiew greckokatolicka pw. Pokrow Przeświętej Bogarodzicy |                     | pocz. XVII w.  |       |
| Ustjanowa Górna |         | Cerkiew św. Paraskewy                                      |                     | 1792 r.        |       |
| Ustrzyki Dolne  |         |                                                            |                     |                |       |

#### Wariant III a. Ustrzyki Dolne – Chmiel
| Miejscowość    | Zdjęcie | Nazwa obiektu                                      | Adres i lokalizacja | Czas powstania | Uwagi                                                  |
| -------------- | ------- | -------------------------------------------------- | ------------------- | -------------- | ------------------------------------------------------ |
| Ustrzyki Dolne |         |                                                    |                     |                |                                                        |
| Hoszów         |         | Cerkiew greckokatolicka pw. św. Mikołaja           |                     | 1939 r.        |                                                        |
| Rabe           |         | Cerkiew greckokatolicka pw. św. Mikołaja           |                     | 1858 r.        |                                                        |
| Żłobek         |         | Cerkiew greckokatolicka pw. Narodzenia Bogarodzicy |                     | 1830 r.        |                                                        |
| Czarna         |         | Cerkiew greckokatolicka pw. św. Dymitra Męczennika |                     | 1834 r.        |                                                        |
| Bystre         |         | Cerkiew greckokatolicka pw. św. Michała Archanioła |                     | 1902 r.        |                                                        |
| Michniowiec    |         | Cerkiew greckokatolicka pw. Narodzenia Bogarodzicy |                     | 1863 r.        |                                                        |
| Polana         |         | Cerkiew greckokatolicka pw. św. Mikołaja           |                     | 1790 r.        |                                                        |
| Smolnik        |         | Cerkiew greckokatolicka pw. Archanioła Michała     |                     | 1791 r.        | Obiekt wpisany na listę światowego dziedzictwa UNESCO. |
| Chmiel         |         | Cerkiew greckokatolicka pw. św. Mikołaja           |                     | 1904 r.        |                                                        |

### Trasa nr IV (sanocko-dukielska) – 113 km
| Miejscowość      | Zdjęcie | Nazwa obiektu                                                        | Adres i lokalizacja | Czas powstania           | Uwagi |
| ---------------- | ------- | -------------------------------------------------------------------- | ------------------- | ------------------------ | --- |
| Sanok            |         | Muzeum Budownictwa Ludowego                                          |                     |                          | Największy skansen w Polsce, gromadzi zabytkowe obiekty z terenów Beskidu Niskiego, Bieszczadów i podkarpackiego Pogórza. |
| Szczawne         |         | Dawna cerkiew parafialna greckokatolicka pw. Zaśnięcia Matki Boskiej |                     | 1888                     | Obecnie cerkiew filialna prawosławna. |
| Rzepedź          |         | Cerkiew filialna greckokatolicka pw. św. Mikołaja                    |                     | 1824                     | |
| Turzańsk         |         | Dawna cerkiew greckokatolicka pw. Archanioła Michała                 |                     | 1801                     | Obecnie cerkiew filialna prawosławna, obiekt wpisany na listę światowego dziedzictwa UNESCO. |
| Komańcza         |         | Dawna cerkiew parafialna greckokatolicka pw. Matki Boskiej           |                     | 1802 (odbudowana w 2010) | Obecnie cerkiew parafialna prawosławna. |
| Wisłok Wielki    |         | Cerkiew greckokatolicka pw. św. Onufrego                             |                     | 1850                     | |
| Jaśliska         |         | Zespół zabudowy drewnianej z zachowanym układem miasteczka           |                     |                          | Aktualnie w zachodniej pierzei rynku unikatowe drewniane domy zawalają się, a ich właściciele zabiegają od lat o szybkie wyburzenie. W ten sposób znika zachowany do naszych czasów polski układ uliczki prowadzącej do kościoła. Świeżo utworzona gmina chce być nowoczesna a więc murowana. |
| Chyrowa          |         | Cerkiew greckokatolicka pw. Opieki Bogurodzicy                       |                     | 1780                     | |
| Olchowiec        |         | Cerkiew greckokatolicka pw. Przeniesienia Relikwii św. Mikołaja      |                     | 1934                     | |
| Krempna          |         | Cerkiew greckokatolicka pw. Świętych Kosmy i Damiana                 |                     | 1778-1782                | |
| Kotań            |         | Cerkiew greckokatolicka pw. Świętych Kosmy i Damiana                 |                     | 1782                     | |
| Świątkowa Mała   |         | Cerkiew greckokatolicka pw. św. Michała Archanioła                   |                     | 1762                     | |
| Świątkowa Wielka |         | Cerkiew greckokatolicka pw. św. Michała Archanioła                   |                     | 1757                     | |
| Pielgrzymka      |         | Dawna cerkiew greckokatolicka pw. św. Michała Archanioła             |                     | 1870-72                  | Obecnie cerkiew parafialna prawosławna. |

### Trasa nr V (przemyska) – 67 km
| Miejscowość                | Zdjęcie | Nazwa obiektu                                                       | Adres i lokalizacja | Czas powstania | Uwagi                                                  |
| -------------------------- | ------- | ------------------------------------------------------------------- | ------------------- | -------------- | ------------------------------------------------------ |
| Przemyśl                   |         |                                                                     |                     |                |                                                        |
| Zadąbrowie                 |         | Cerkiew greckokatolicka pw. Zaśnięcia Bogarodzicy                   |                     | 1660 r.        |                                                        |
| Radymno                    |         |                                                                     |                     |                |                                                        |
| Miękisz Stary              |         | Cerkiew greckokatolicka pw. Pokrow Przeświętej Bogarodzicy          |                     | XVII w.        |                                                        |
| Młyny                      |         | Cerkiew greckokatolicka pw. Pokrow Przeświętej Bogarodzicy          |                     | XVII w.        |                                                        |
| Chotyniec                  |         | Cerkiew greckokatolicka pw. Narodzenia Przenajświętszej Bogurodzicy |                     | 1615 r.        | Obiekt wpisany na listę światowego dziedzictwa UNESCO. |
| Stubienko                  |         | Cerkiew greckokatolicka pw. Narodzenia Bogarodzicy                  |                     | 1849 r.        |                                                        |
| Leszno (dawniej Poździacz) |         | Cerkiew greckokatolicka pw. św. Bazylego Wielkiego                  |                     | 1737 r.        |                                                        |
| Medyka                     |         | Kościół parafialny pw. św. św. Piotra i Pawła                       |                     | 1607 r.        |                                                        |
| Przemyśl                   |         |                                                                     |                     |                |                                                        |

#### Trasa V a. Przemyśl – Kalwaria Pacławska
| Miejscowość        | Zdjęcie | Nazwa obiektu                                                                                     | Adres i lokalizacja | Czas powstania | Uwagi                        |
| ------------------ | ------- | ------------------------------------------------------------------------------------------------- | ------------------- | -------------- | ---------------------------- |
| Przemyśl           |         |                                                                                                   |                     |                |                              |
| Kruhel Wielki      |         | Cerkiew greckokatolicka pw. Wniebowstąpienia Pańskiego                                            |                     | I poł. XVII w. |                              |
| Prałkowce          |         | Drewniana dzwonnica z XVIII w. przy murowanej cerkwi greckokatolickiej                            |                     | 1842 r.        |                              |
| Kormanice          |         | Cerkiew greckokatolicka pw. Soboru Bogarodzicy                                                    |                     | 1922 r.        |                              |
| Młodowice          |         | Dawna cerkiew greckokatolicka pw. Zmartwychwstania Pańskiego i Niepokalanego Poczęcia Bogarodzicy |                     |                | Obecnie cerkiew prawosławna. |
| Kalwaria Pacławska |         | Małomiasteczkowa zabudowa drewniana wsi przy zespole klasztornym franciszkanów.                   |                     |                |                              |

### Trasa nr VI (lubaczowska) – 189 km
| Miejscowość    | Zdjęcie | Nazwa obiektu                                                       | Adres i lokalizacja | Czas powstania | Uwagi |
| -------------- | ------- | ------------------------------------------------------------------- | ------------------- | -------------- | --- |
| Lubaczów       |         |                                                                     |                     |                | |
| Borchów        |         | Cerkiew greckokatolicka pw. Niepokalanego Poczęcia NMP              |                     | 1781 r.        | |
| Stare Oleszyce |         | Cerkiew greckokatolicka pw. Opieki NMP                              |                     | 1787 r.        | |
| Dachnów        |         | Cerkiew greckokatolicka pw. Podwyższenia Krzyża Świętego            |                     | 1864 r.        | |
| Cewków         |         | Cerkiew greckokatolicka pw. św. Dymitra                             |                     | 1840 r.        | |
| Moszczanica    |         | Cerkiew greckokatolicka pw. św. Michała Archanioła                  |                     | 1713 r.        | |
| Kowalówka      |         | Cerkiew greckokatolicka pw. Narodzenia Przenajświętszej Bogurodzicy |                     | 1767 r.        | |
| Gorajec        |         | Cerkiew greckokatolicka pw. Narodzenia NMP                          |                     | koniec XVI w.  | |
| Chotylub       |         | Cerkiew greckokatolicka pw. Przenajświętszej Bogurodzicy Pokrow     |                     | 1888 r.        | |
| Nowe Brusno    |         | Cerkiew greckokatolicka pw. św. Paraskewy                           |                     | 1713 r.        | |
| Łówcza         |         | Cerkiew greckokatolicka pw. św. Paraskewy                           |                     | 1808 r.        | |
| Wola Wielka    |         | Cerkiew Opieki Bogurodzicy                                          |                     | 1755 r.        | |
| Radruż         |         | Cerkiew greckokatolicka pw. św. Paraskewy wraz z zespołem obronnym  |                     | 1583 r.        | Obiekt doskonale zachowany i udostępniony do zwiedzania, wpisany na listę światowego dziedzictwa UNESCO. |
| Lubaczów       |         |                                                                     |                     |                | |

#### Trasa VI a. Lubaczów – Wielkie Oczy
| Miejscowość  | Zdjęcie | Nazwa obiektu                                                     | Adres i lokalizacja | Czas powstania | Uwagi |
| ------------ | ------- | ----------------------------------------------------------------- | ------------------- | -------------- | ----- |
| Lubaczów     |         |                                                                   |                     |                |       |
| Opaka        |         | Dzwonnica ze spalonej cerkwi greckokatolickiej pw. Narodzenia NMP |                     | 1756 r.        |       |
| Szczutków    |         | Cerkiew greckokatolicka pw. św. Dymitra Męczennika                |                     | 1904 r.        |       |
| Łukawiec     |         | Cerkiew greckokatolicka pw. św. Dymitra Męczennika                |                     | 1701 r.        |       |
| Łukawiec     |         | Kościół rzymskokatolicki pw. Objawienia Pańskiego                 |                     | 1756 r.        |       |
| Wielkie Oczy |         | Cerkiew greckokatolicka pw. św. Mikołaja                          |                     | 1925 r.        |       |

#### Trasa łącznikowa Przeworsk – Lubaczów
| Miejscowość | Zdjęcie | Nazwa obiektu                                     | Adres i lokalizacja | Czas powstania | Uwagi |
| ----------- | ------- | ------------------------------------------------- | ------------------- | -------------- | ----- |
| Przeworsk   |         |                                                   |                     |                |       |
| Rudka       |         | Cerkiew greckokatolicka pw. Zaśnięcia Bogarodzicy | 1693 r.             |                |       |
| Lubaczów    |         |                                                   |                     |                |       |

### Trasa nr VII (rzeszowsko-jarosławska) – 133 km
| Miejscowość | Zdjęcie | Nazwa obiektu                                                        | Adres i lokalizacja | Czas powstania | Uwagi |
| ----------- | ------- | -------------------------------------------------------------------- | ------------------- | -------------- | --- |
| Rzeszów     |         |                                                                      |                     |                | |
| Krzemienica |         | Dawny kościół parafialny pw. św. Jakuba Starszego                    |                     | 1750 r.        | |
| Sonina      |         | Kościół pw. św. Jana Chrzciciela                                     |                     | poł. XVII w.   | |
| Markowa     |         | Skansen                                                              |                     |                | Zabytkowa zagroda, w skład której wchodzą: chałupa kmieca, chałupa biedniacka, stajnia przysłupowa, stodoła, sołek, wiatrak i kuźnia – wyposażone bogato w eksponaty. |
| Krzeczowice |         | Cerkiew greckokatolicka pw. św. Mikołaja                             |                     | XVIII w.       | |
| Siennów     |         | Kościół parafialny pw. Wszystkich Świętych                           |                     | 1776 r.        | |
| Pruchnik    |         | Zespół zabudowy z zachowanym małomiasteczkowym układem przestrzennym |                     |                | |
| Tyniowice   |         | Cerkiew greckokatolicka pw. św. Dymitra                              |                     | 1709 r.        | |
| Chłopice    |         | Dawna cerkiew greckokatolicka                                        |                     | 1761 r.        | Od 1788 r. kościół pw. Wniebowzięcia NMP |
| Nowosielce  |         | Kościół parafialny pw. św. Marii Magdaleny                           |                     | 1595 r.        | |
| Kosina      |         | Kościół filialny pw. św. Sebastiana                                  |                     | 1737 r.        | |
| Wydrze      |         | Zespół dawnego Pałacyku Myśliwskiego "Julin"                         |                     | 1880 r.        | |
| Rzeszów     |         |                                                                      |                     |                | |

#### VII a. Trasa łącznikowa z trasą II sanocko-dynowską
| Miejscowość | Zdjęcie | Nazwa obiektu                              | Adres i lokalizacja | Czas powstania | Uwagi |
| ----------- | ------- | ------------------------------------------ | ------------------- | -------------- | ----- |
| Pruchnik    |         |                                            |                     |                |       |
| Helusz      |         |                                            |                     |                |       |
| Bachórzec   |         | Dawny kościół parafialny pw. św. Katarzyny |                     | 1760 r.        |       |

### Trasa nr VIII (jasielsko-dębicko-ropczycka) – 136 km
| Miejscowość     | Zdjęcie | Nazwa obiektu                                          | Adres i lokalizacja | Czas powstania | Uwagi                                                |
| --------------- | ------- | ------------------------------------------------------ | ------------------- | -------------- | ---------------------------------------------------- |
| Jasło           |         |                                                        |                     |                |                                                      |
| Załęże          |         | Kościół parafialny pw. św. Jana Chrzciciela            |                     | 1760 r.        |                                                      |
| Osiek Jasielski |         | Kościół parafialny pw. Przemienienia Pańskiego         |                     | 1419 r.        | Jeden z najstarszych kościołów drewnianych w Polsce. |
| Trzcinica       |         | Kościół parafialny pw. św. Doroty                      |                     | 1551 r.        |                                                      |
| Święcany        |         | Kościół parafialny pw. św. Anny                        |                     | 1520 r.        |                                                      |
| Jodłowa         |         | Kościół parafialny św. Stanisława Biskupa i Męczennika |                     | 1679           |                                                      |
| Łęki Górne      |         | Kościół parafialny pw. św. Bartłomieja                 |                     | 1484 r.        |                                                      |
| Pilzno          |         |                                                        |                     |                |                                                      |
| Ropczyce        |         |                                                        |                     |                |                                                      |
| Brzeziny        |         | Kościół parafialny pw. św. Mikołaja                    |                     | 2. poł. XV w.  |                                                      |
| Gogołów         |         | Kościół parafialny pw. św. Katarzyny                   |                     | 1672 r.        |                                                      |
| Lubla           |         | Kościół parafialny pw. św. Mikołaja                    |                     | XVI w.         |                                                      |
| Szebnie         |         | Kościół św. Marcina                                    |                     | 1605 r.        |                                                      |
| Jasło           |         |                                                        |                     |                |                                                      |

### Trasa nr IX (tarnobrzesko-niżańska) – 232 km
| Miejscowość           | Zdjęcie           | Nazwa obiektu                                                  | Adres i lokalizacja | Czas powstania | Uwagi |
| --------------------- | ----------------- | -------------------------------------------------------------- | ------------------- | -------------- | --- |
| Sandomierz            |                   |                                                                |                     |                | |
| Zaleszany             |                   |                                                                |                     |                | |
| Radomyśl nad Sanem    |                   |                                                                |                     |                | |
| Dąbrowa Rzeczycka     |                   |                                                                |                     |                | |
| Zaklików              |                   | Kościół pw. św. Anny (obecnie kaplica cmentarna)               |                     | 1580 r.        | |
| Stalowa Wola-Rozwadów |                   |                                                                |                     |                | |
| Stalowa Wola          |                   | Kościół pw. św. Floriana                                       |                     | 1802 r.        | Przeniesiony z miejscowości Stany |
| Nisko                 |                   |                                                                |                     |                | |
| Zarzecze              |                   | Kościół pw. Matki Bożej Śnieżnej                               |                     | 1720           | |
| Zarzecze              | Kaplica cmentarna |                                                                |                     |                | |
| Ulanów                |                   | Kościół parafialny pw. św. Jana Chrzciciela i św. Barbary      |                     | 1643 r.        | |
| Ulanów                |                   | Kościół filialny pw. Świętej Trójcy (tzw. flisacki)            |                     | 1690 r.        | |
| Krzeszów              |                   | Kościół parafialny pw. Narodzenia NMP                          |                     | 1727 r.        | |
| Kopki                 |                   |                                                                |                     |                | |
| Jeżowe                |                   |                                                                |                     |                | |
| Bojanów               |                   |                                                                |                     |                | |
| Cmolas                |                   | Kościół filialny (dawny szpitalny) pw. Przemienienia Pańskiego |                     | 1674 r.        | |
| Poręby Dymarskie      |                   | Kościół pw. św. św. Stanisława i Wojciecha                     |                     | 1656 r.        | |
| Kolbuszowa            |                   | Park Etnograficzny – Muzeum Kultury Ludowej                    |                     |                | Budownictwo Lasowiaków i Rzeszowiaków – grup etnograficznych zamieszkujących tereny środkowej i północnej części województwa podkarpackiego. |
| Mielec                |                   |                                                                |                     |                | |
| Sadkowa Góra          |                   |                                                                |                     |                | |
| Gawłuszowice          |                   | Kościół parafialny pw. św. Wojciecha                           |                     | 1677 r.        | |
| Bugaj                 |                   |                                                                |                     |                | |
| Tarnobrzeg            |                   |                                                                |                     |                | |
| Sandomierz            |                   |                                                                |                     |                | |

## Alfabetyczny spis miejscowości
Przy nazwach miejscowości podano numer trasy, przy której się znajduje.
B Bachórzec VII, Bałucianka I, Blizne I, Bonarówka I, Borchów VI, Brzeżawa II, Brzeziny VIII, Bystre III
C
Cewków VI, Chłopice VII, Chmiel III, Chotylub VI, Chotyniec V, Chyrowa IV, Cmolas IX, Czarna III, Czerteż II
D
Dachnów VI, Dobra II, Domaradz I, Dydnia I
G
Gawłuszowice IX, Gogołów VIII, Golcowa I, Gorajec VI
H
Haczów I, Hłomcza II, Hołuczków II, Hoszów III, Humniska I
I
Iwonicz I, Iwonicz-Zdrój I
J
Jabłonka I, Jaćmierz I, Jasienica Rosielna I, Jaśliska IV, Jodłowa VIII, Julin VII, Jurowce II
K
Kalwaria Pacławska V, Klimkówka I, Kolbuszowa IX,
Komańcza IV, Kormanice V, Kosina VII, Kotań IV,
Kowalówka VI, Krempna IV, Krosno I,
Królik Polski I, Kruhel Wielki V, Krzeczowice VII,
Krzemienica VII, Krzeszów IX,
Kuźmina III
L
Leszno V, Liskowate III, Lubla VIII, Lutcza I
Ł
Łęki Górne VIII, Łodyna III, Łodzina II, Łówcza VI, Łukawiec VI
M
Markowa VII, Medyka V, Michniowiec III, Miękisz Stary V, Młodowice V,
Młyny V, Moszczanica VI, Mrzygłód II
N
Nowe Brusno VI, Nowosielce VII
O
Obarzym II, Olchowiec IV, Opaka VI,
Osiek Jasielski VIII
P
Piątkowa II, Pielgrzymka IV,
Polana III, Poręby Dymarskie IX, Poździacz (obecnie Leszno) V,
Prałkowce V, Pruchnik VII
R
Rabe III, Radruż VI, Rogi I,
Roztoka III, Równia III,
Rudka VI, Rymanów-Zdrój I, Rzepedź IV
S
Sanok II, Siemuszowa II, Siennów VII, Smolnik III,
Sonina VII, Stalowa Wola IX, Stare Oleszyce VI, Stefkowa III, Stubienko V,
Szczawne IV, Szczutków VI, Szebnie VIII
Ś
Średnia Wieś III, Świątkowa Mała IV, Świątkowa Wielka IV, Święcany VIII
T
Targowiska I, Tarnobrzeg IX, Trzcinica VIII, Trześniów I,
Turzańsk IV, Tyniowice VII, Tyrawa Solna II
U
Ulanów IX, Ulucz II, Ustianowa Górna III
W
Wielkie Oczy VI, Wietrzno I, Wisłok Wielki IV,
Wojtkowa III, Wola Wielka VI, Wrocanka I, Wydrze VII
Z
Zadąbrowie V, Zaklików IX, Załęże VIII
Ż Żłobek III